# Neil Rogers
Neil William Rogers (ur. 22 czerwca 1953, zm. 16 kwietnia 2024) – australijski pływak, olimpijczyk.
Reprezentował Australię na Letnich Igrzyskach Olimpijskich 1972, które odbyły się w Monachium. Po raz drugi reprezentował swój kraj na Letnich Igrzyskach Olimpijskich 1976 w Montrealu.